# 巂
巂，中国古代西南民族。是西南夷的一支。位于今云南省西部，与昆明（此詞最初以及此處指代的並非城市，而是古代一個民族）是当地最大的部落。嶲、昆明在桐师和叶榆之间，桐师就是东汉设立的永昌郡，现在的保山市，叶榆就是现在的洱海地区，嶲、昆明据此应该在今楚雄市（滇国以西）、保山市东北和大理市洱海地区。